# آلة السجائر

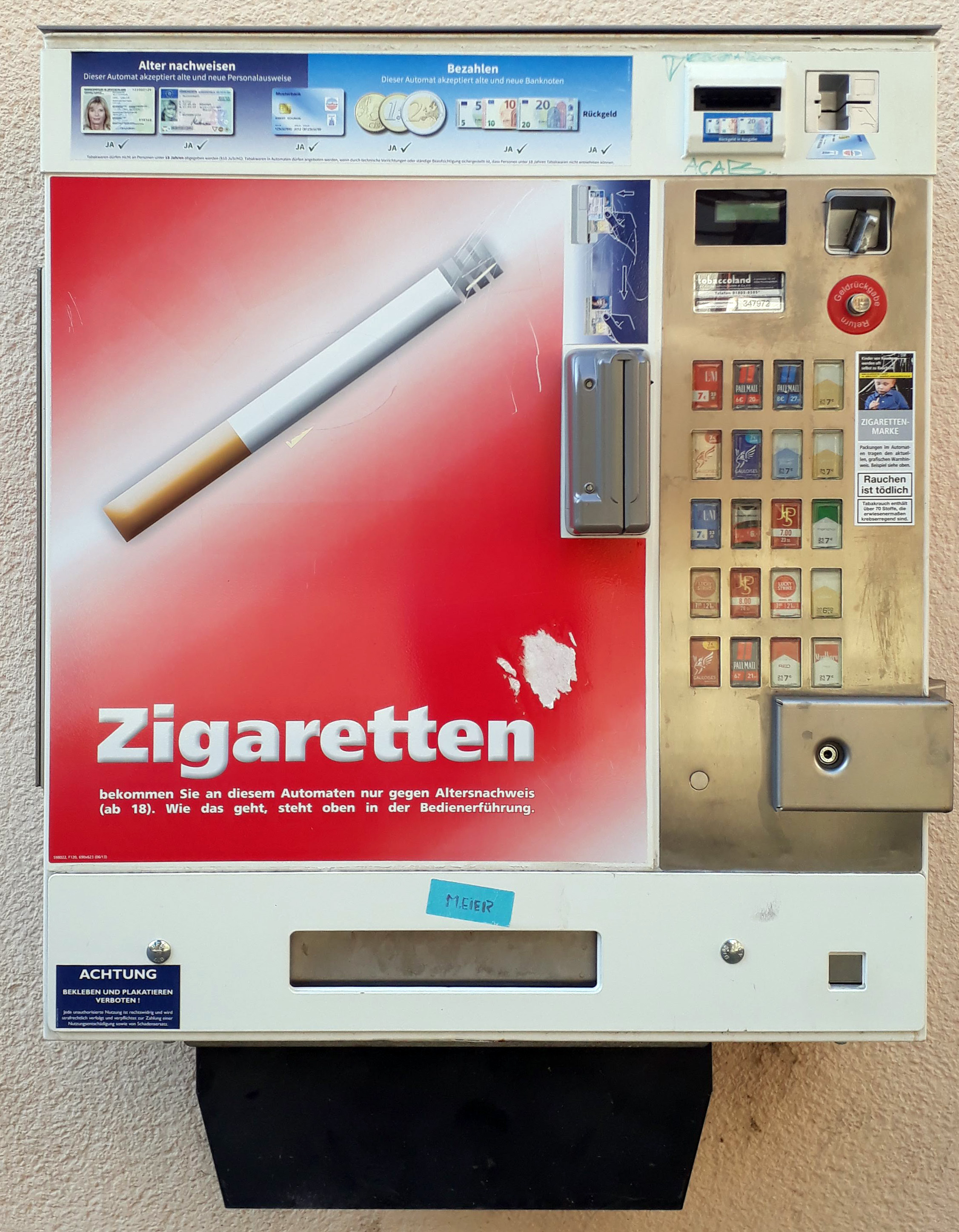
آلة بيع السجائر في نورمبرغ، ألمانيا

آلة السجائر:هي آلة بيع تقوم بتوزيع علب السجائر مقابل الدفع. تتطلب العديد من آلات السجائر الحديثة تمرير بطاقة الهوية من قبل العملاء لمنع الأشخاص الذين تقل أعمارهم عن السن القانوني للتدخين من شراء التبغ. نظرًا لاحتمال إساءة استخدامها من قبل الأشخاص دون السن القانونية، فإن العديد من الولايات القضائية تقيد أماكن وجود آلات السجائر أو تحظرها تمامًا.

## الحظر و القيود المفروضة
من أجل المساعدة في تقييد بيع التبغ للقاصرين، يتم تنظيم آلات السجائر في العديد من البلدان.

### اليابان

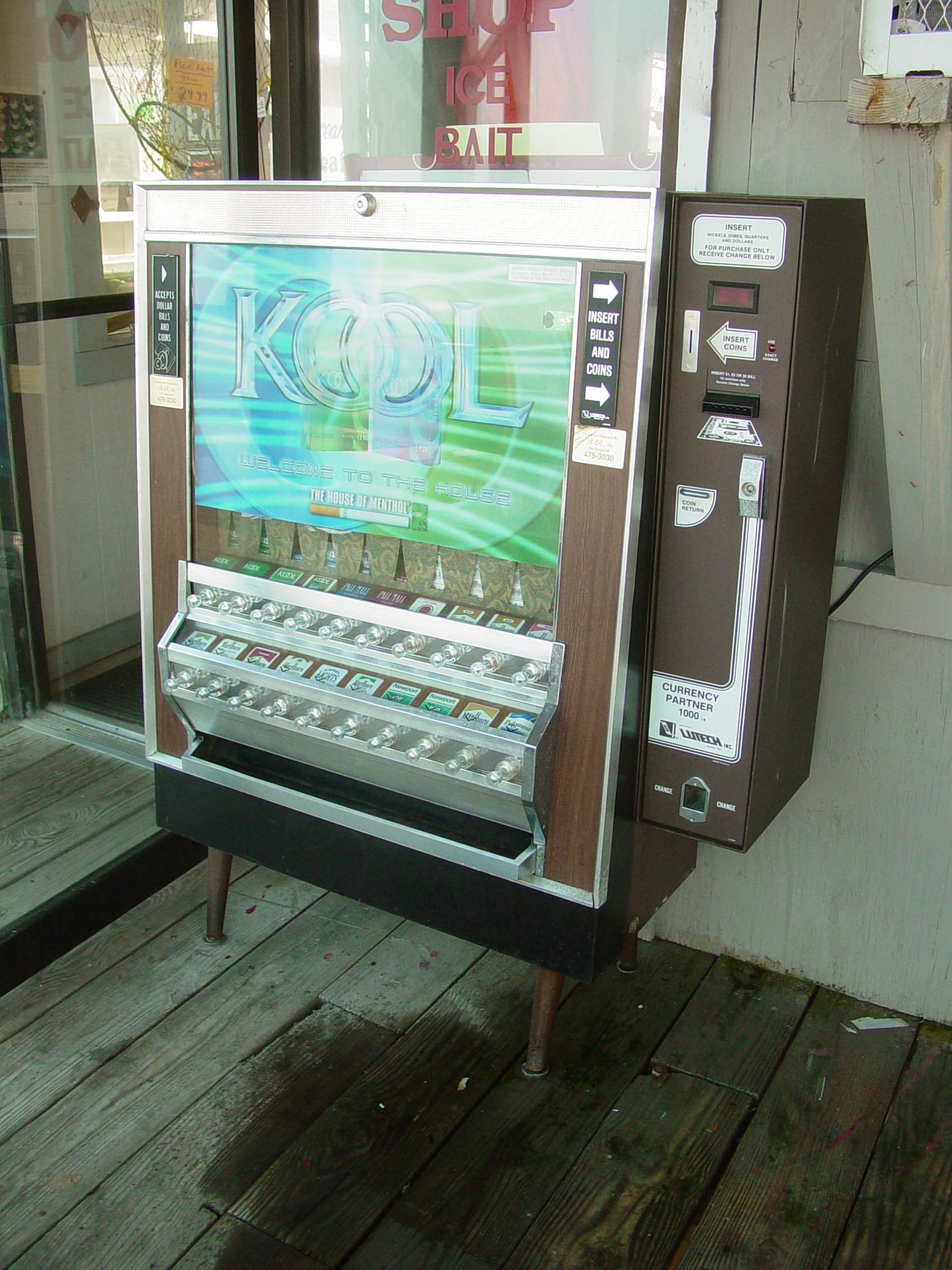
آلة بيع السجائر في فيرجينيا بيتش، فيرجينيا

منذ يوليو 2008، قد تواجه الشركات الملاحقة القضائية إذا ثبت أنها تبيع التبغ لأي شخص دون السن القانونية، أي 20 عامًا. ولتجنب ذلك، قدمت اليابان بطاقة ذكية إلكترونية مسجلة حكوميًا، تسمى تاسبو(Taspo)، والتي تسمح للمستخدم بالشراء من الأجهزة. للحصول على بطاقة (تاسبو)، يجب على المشتري تقديم جواز سفره أو بطاقة هويته إلى أي شركة مرخصة من قبل الحكومة لتقديم الخدمة.

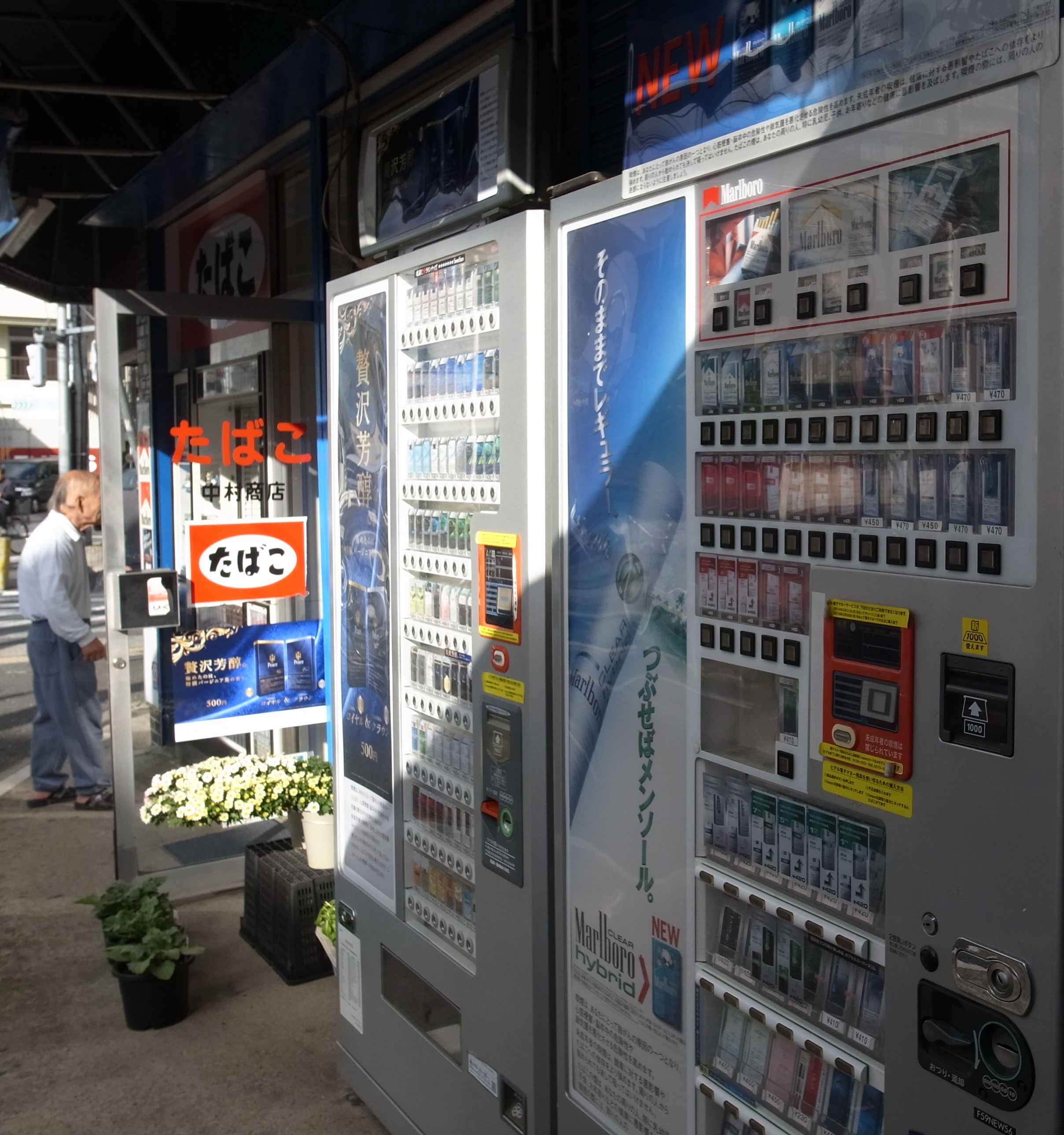
آلات بيع السجائر في طوكيو

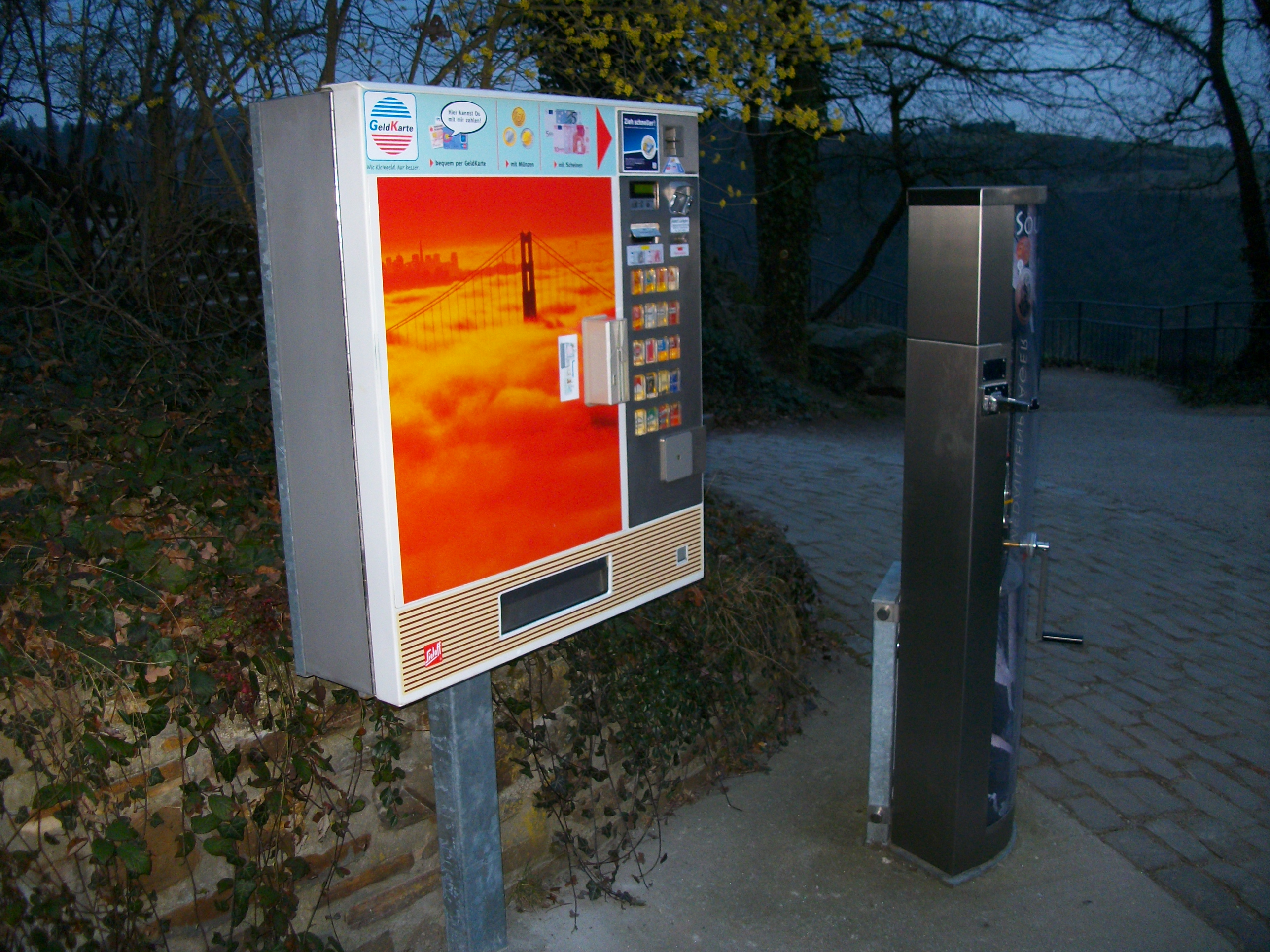
ماكينة سجائر ألمانية (مع التحقق من العمر)

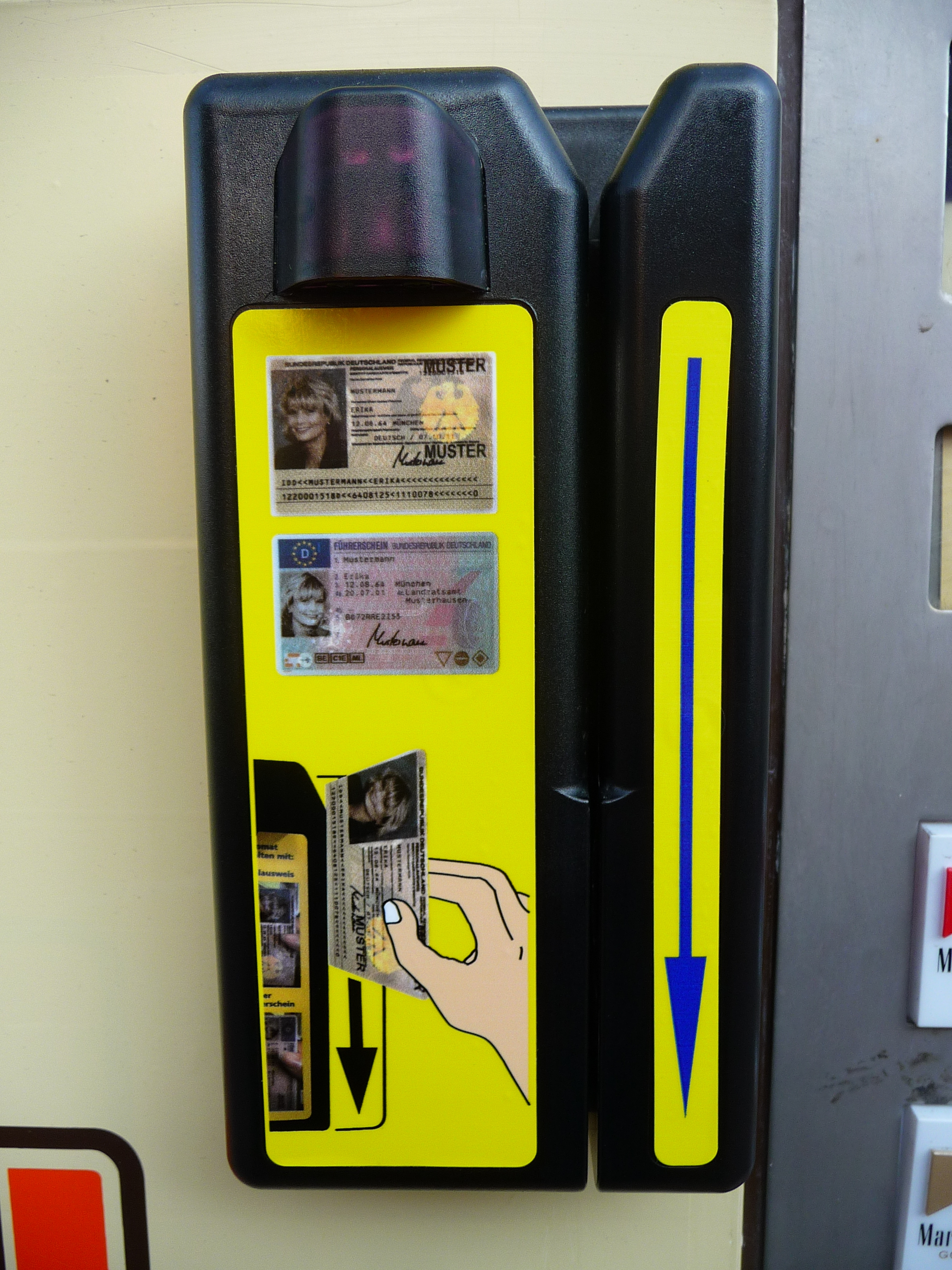
جهاز قراءة بطاقة الهوية الألمانية ورخصة القيادة الأوروبية (ألمانيا)

كطريقة آلية لتحديد العمر، تعمل شركة فاجيتاكا (Fujitaka) على تطوير تقنية تسمح لآلة البيع بتحديد ما إذا كان المشتري كبيرًا بما يكفي لشراء السجائر، وذلك باستخدام كاميرا رقمية واستنادًا إلى تجاعيد الوجه وترهلات المشتري المحتمل. يقوم النظام بمقارنة خصائص الوجه بما في ذلك بنية العظام، والانحناءات، والتجاعيد حول العينين مقابل رقم قياسي لأكثر من 100000 شخص. ومع ذلك، إذا فشل المستخدم، فلا يزال بإمكانه استخدام الجهاز باستخدام بطاقة تاسبو.

### الوضع التنظيمي حسب البلد
| البلد/الإقليم    | الوضع فيما يتعلق بالآت بيع السجائر |
| ---------------- | --- |
| أستراليا         | المبيعات محظورة لمن هم دون سن 18 عامًا. لا يمكن إجراؤها إلا في الأماكن المرخصة لبيع المشروبات الكحولية وأماكن الألعاب، ويجب أن تعرض تحذيرات صحية ولا يمكن أن تحتوي على صور للمنتج (فقط وصف وسعر على ملصق أبيض وأسود). |
| النمسا           | المبيعات محظورة لمن تقل أعمارهم عن 18 عامًا. يجب أن تحاول الأجهزة التحقق من عمر العميل من خلال طلب إدخال بطاقة الائتمان أو التحقق من الهاتف المحمول. |
| بلجيكا           | المبيعات محظورة لمن هم دون سن 18 عامًا. يجب أن يتم قفل/فتح قفل الأجهزة بواسطة شخص بالغ مسؤول. |
| بلغاريا          | محظور |
| كندا             | تختلف القوانين حسب المقاطعة. إما محظور تمامًا أو مقيدًا بالمرافق المرخصة التي تقيد القبول لمن هم فوق سن الرشد. |
| كروتيا           | محظور |
| قبرص             | محظور |
| جمهورية التشيك   | المبيعات محظورة لمن تقل أعمارهم عن 18 عامًا. الآلات موجودة في الحانات والأماكن المماثلة فقط. |
| الدينمارك        | المبيعات محظورة لمن هم دون سن 18 عامًا. توجد الآلات بشكل عام في المطاعم والحانات وردهات الفنادق. يتم التحقق من العمر من قبل الموظفين. |
| إستونيا          | محظور |
| فنلندا           | محظور |
| فرنسا            | محظور |
| جورجيا           | محظور |
| ألمانيا          | المبيعات محظورة لمن تقل أعمارهم عن 18 عامًا. يجب أن توفر الآلات إثباتًا للعمر (عادةً: بطاقة الهوية الألمانية أو رخصة القيادة الأوروبية أو البطاقة النقدية الإلكترونية). حتى عام 2007، كان البيع محظورًا لمن تقل أعمارهم عن 16 عامًا. منذ 31 ديسمبر 2008، يجب أن يكون لدى جميع آلات السجائر العامة التحقق من العمر لإثبات أن المشتري يبلغ من العمر 18 عامًا أو أكثر. |
| اليونان          | محظور |
| جيرينسي          | تمت الموافقة على الحظر في 1 يوليو 2010، بعد تعديل قانون الإعلان عن التبغ الحالي. لم يدخل الحظر الكامل حيز التنفيذ أبدًا، لكن قانون عام 2013 يحظر آلات بيع منتجات التبغ في الأماكن العامة. |
| هنغاريا          | محظور |
| آيسلندا          | محظور |
| آيرلندا          | المبيعات محظورة لمن هم دون سن 18 عامًا. يقتصر ذلك على الأماكن المرخصة فقط منذ 1 يوليو 2009. يتم تشغيل آلات البيع بواسطة رمز أو بطاقة يتم الحصول عليها من الحانة بمجرد تحديد عمر المشتري. |
| اسرائيل          | محظور |
| إيطاليا          | يحظر البيع لمن تقل أعمارهم عن 18 عامًا. ويجب أن تحتوي الآلات على جهاز إلكتروني للتحقق من عمر المشتري. |
| لاتيفا           | محظور |
| ليتوانيا         | محظور |
| لوكسمبرج         | المبيعات محظورة لمن تقل أعمارهم عن 18 عامًا. يجب إثبات العمر عند المنضدة أو البار قبل إصدار رمز مميز حتى يسمح باستخدام الالة. |
| مالطا            | البيع محظور لما هم دون سن ال 18. |
| هولندا           | المبيعات محظورة لمن تقل أعمارهم عن 18 عامًا. يتم إصدار الرمز المميز في العداد بمجرد التحقق من عمر المشتري. |
| نيوزلندا         | المبيعات محظورة لمن تقل أعمارهم عن 18 عامًا. الآلات موجودة في الحانات والأماكن المماثلة فقط. اعتبارًا من 10 ديسمبر 2004، لا يمكن تشغيل الآلات إلا بواسطة الموظفين. |
| النرويج          | المبيعات محظورة لمن هم دون سن 18 عامًا. يتم تشغيل الآلات بالرمز. |
| بولندا           | محظور |
| البرتغال         | يحظر البيع لمن تقل أعمارهم عن 18 عامًا. ويجب أن تحتوي الآلات على جهاز إلكتروني للتحقق من عمر المشتري. |
| رومانيا          | محظور |
| سلوفاكيا         | محظور |
| سلوفينيا         | محظور |
| اسبانيا          | المبيعات محظورة لمن تقل أعمارهم عن 18 عامًا. يجب أن تعرض تحذيرات صحية وتتطلب تفعيل الجهاز من قبل المالك أو عن طريق رمز مميز (يمكن العثور على الآلات في المطاعم أو الحانات أو محطات الوقود أو أماكن الألعاب أو الأكشاك). ويمنع منعا باتا الإعلان عن بيع التبغ على واجهة أي من تلك الأماكن باستثناء محلات التبغ تحديدا.                                          |
| سنغافورة         | محظور |
| السويد           | البيع محظور لمن هم دون سن ال 18. |
| سويسرا           | المبيعات من الآلات مقيدة بالعمر في 21 كانتونًا من أصل 26 (12 كانتونًا - أقل من 16 عامًا؛ تسعة كانتونات - أقل من 18 عامًا؛ خمسة كانتونات - لا توجد قيود عمرية (على الرغم من أن معظم تجار التجزئة لن يبيعوا لمن تقل أعمارهم عن 16 عامًا). |
| تايلاند          | محظور |
| أوكرانيا         | محظور |
| المملكة المتحدة  | محظور في إنجلترا منذ 1 أكتوبر 2011، وويلز منذ 1 فبراير 2012، وأيرلندا الشمالية منذ 1 مارس 2012، واسكتلندا منذ 29 أبريل 2013. |
| الولايات المتحدة | فقط في المرافق التي لا يُسمح فيها للأشخاص الذين تقل أعمارهم عن 18 عامًا، وستكون فقط في الحانات التقليدية حيث لا يُسمح للأشخاص الذين تقل أعمارهم عن 21 عامًا |

## انظر ايضًا
- تاسبو